# Le Reposoir
Le Reposoir este o comună în departamentul Haute-Savoie din sud-estul Franței. În 2009 avea o populație de 497 de locuitori.

## Evoluția populației
| An        | 1975 | 1982 | 1990 | 1999 | 2006 | 2009 |
| --------- | ---- | ---- | ---- | ---- | ---- | ---- |
| Populație | 212  | 242  | 289  | 375  | 462  | 497  |